# نابنط مندمج
نابنط مندمج (الاسم العلمي:Nepenthes adnata) هو نوع غير مؤكد من النباتات يتبع جنس النابنط من الفصيلة النابنطية.